# برمجيات الإدارة الطبية
برامج الإدارة الطبية هي برمجيات الإدارة الطبية هي برامج حاسوب متخصصة بإدارة المنشآت الطبية بأشكالها من مراكز طبية وعيادات وصيدليات ومختبرات ومستشفيات وغيرها. تساهم هذه البرامج بأرشفة كميات كبيرة من البيانات بشكل يسهل الوصول اليها في أي وقت. تم اعتماد هذه البرمجيات بشكل موسع جدا في الدول الكبرى ويتم حاليا اتباع نفس النهج من قبل الدول النامية وبشكل تدريجي. تسهم هذه البرامج بشكل كبير بالتخلص من الأخطاء الطبية والمحاسبية وما ينتج عنها من عواقب، إضافة إلى امكانية استخدامها للحصول على احصائيات متنوعة تخدم المجتمع الطبي بشكل عام.

## برامج إدارة العياداة الطبية
يتعدى استخدام هذه البرمجيات مجرد أرشفة بيانات المرضى. يمكن لهذه البرامج أن تساهم في تخفيض وقت زيارة المريض، وتقدم في نفس الوقت مستوى أعلى من العناية الطبية. مع هذه البرمجيات يمكن للطبيب الوصول إلى احصائيات لا يمكن الوصول اليها باستخدام الأرشفة الورقية. كما توفر البرامج الاحترافية منها قاعدة ضخمة من البيانات تمنع حدوث الأخطاء الطبية، وتسهل عمل الطبيب.

## برامج إدارة مختبرات التحاليل الطبية
تؤمن هذه البرمجيات امكانية ادخال وطباعة تحاليل المرضى الطبية، ومع الاحترافية منها يمكن اختصار الكثير من الوقت خاصة عبر ميزات الإرسال والاستقبال الإلكتروني للتحاليل ونتائجها للطبيب والمريض على حد سواء.

## برامج إدارة الصيدليات
يمكن مع هذه البرمجيات توفير إدارة محاسبية وطبية دقيقة لحركة الأدوية ضمن الصيدلية. يمكن أيضا التعامل بالوصفات الالكترونية مع البرامج عالية المستوى منها. تقوم هذه البرامج بتنبيه الصيدلاني إلى تواريخ صلاحية الأدوية، إضافة إلى الأدوية ذات الكمية المحدودة، والكثير غير ذلك.